# Noémie Lammertyn
Noémie Lammertyn (Gent, 3 oktober 2002) is een Belgisch acro-gymnaste.

## Levensloop
Lammertyn begon op haar vijf jaar met gymnastiek en in haar negende levensjaar met acrobatiek.
In 2017 behaalde ze met Lore Vanden Berghe zilver op de Wereldspelen in het Poolse Wrocław. In oktober dat jaar volgden drie zilveren medailles voor het duo op het EK in het Poolse Rzeszów in de tempo-, balans- en allroundfinale. Daarnaast werd het duo dat jaar eindwinnaar van de Wereldbeker (WB) na overwinningen in drie van de vier WB-manches, met name in het Belgische Puurs en het Portugese Maia en Lissabon. In de vierde WB-manche in het Zwitserse Genève namen ze niet deel.
In 2018 volgde opnieuw een overwinning in de WB te Puurs. Tijdens de daarop volgende WB-manche te Maia liep Lammertyn een voetblessure op, waardoor het duo verstek moest laten gaan voor de wereldkampioenschappen te Antwerpen.